# Instytut Języków i Literatur Romańskich Uniwersytetu im. Adama Mickiewicza w Poznaniu
Instytut Języków i Literatur Romańskich Uniwersytetu im. Adama Mickiewicza w Poznaniu – jeden z instytutów Wydziału Neofilologii Uniwersytetu im. Adama Mickiewicza w Poznaniu. Instytut mieści się w gmachu Collegium Novum przy Al. Niepodległości 4. W Instytucie prowadzone są studia licencjackie i magisterskie w zakresie filologii romańskiej, hiszpańskiej, włoskiej, rumuńskiej i portugalskiej.

## Historia
Katedra Filologii Romańskiej UAM powstała w 1919 roku jako jedna z trzynastu katedr Sekcji Humanistycznej Wydziału Filozoficznego. Kierował nią profesor Stanisław Wędkiewicz (1888–1963), historyk literatur romańskich, językoznawca i publicysta.
Po zakończeniu II wojny światowej Katedra Filologii Romańskiej wznowiła działalność. Dzięki współpracy profesorów Zygmunta Czernego i Mieczysława Brahmera, zostały uruchomione studia romanistyczne. Reaktywowana w 1945 roku poznańska romanistyka prowadziła zajęcia dydaktyczne do 1952 roku. W latach 1952–1957 działalność Katedry została zawieszona, a personel zredukowany do jednej osoby: ówczesnego adiunkta Stanisława Gniadka (1909–1991) jako jej kuratora.
W 1957 roku Katedra wznowiła działalność dydaktyczną, a jej kierownictwo zostało powierzone Stanisławowi Gniadkowi. Działalność naukowa skupiła się wokół dwóch katedr: Katedry Literatur Romańskich, którą kierował profesor Kalikst Morawski (1907–1988) oraz Katedry Języków Romańskich, kierowanej przez profesora Gniadka.
1 września 1969 roku dotychczasowe katedry romanistyczne zostały przekształcone w Instytut Filologii Romańskiej, na którego czele stanął profesor Gniadek. Początkowo prowadzono w nim studia tylko w zakresie filologii romańskiej z lektoratami języka hiszpańskiego, rumuńskiego, portugalskiego i włoskiego. W 1986 roku otwarto studia w zakresie filologii hiszpańskiej, w 1989 roku w zakresie filologii rumuńskiej, a w 1991 roku w zakresie filologii włoskiej.
Od 1 października 2022 roku nastąpiła zmiana nazwy na Instytut Języków i Literatur Romańskich.

## Władze Instytutu
W kadencji 2024–2028:
| Stanowisko                             | Imię i nazwisko                 |
| -------------------------------------- | ------------------------------- |
| Dyrektor                               | prof. UAM dr hab. Mirosław Loba |
| Zastępca Dyrektora                     | dr Małgorzata Czubińska         |
| Zastępca Dyrektora (sprawy studenckie) | dr Xavier Pascual López         |

## Struktura organizacyjna

### Filologia hiszpańska
| Jednostka                                           | Kierownik                                |
| --------------------------------------------------- | ---------------------------------------- |
| Zakład Studiów Hispanistycznych                     | prof. UAM dr hab. Alfons Gregori i Gomis |
| Laboratorium Praktycznej Nauki Języka Hiszpańskiego | prof. UAM dr Leonor Sagermann Bustinza   |
| Pracownia Językoznawstwa Hiszpańskiego              | dr Raúl Fernández Jódar                  |

### Filologia romańska
| Jednostka                                                                                 | Kierownik                                        |
| ----------------------------------------------------------------------------------------- | ------------------------------------------------ |
| Zakład Akwizycji Języka i Glottodydaktyki                                                 | prof. dr hab. Katarzyna Karpińska-Szaj           |
| Zakład Językoznawstwa Romańskiego i Badań Kontrastywnych                                  | prof. zw. dr hab. Grażyna Małgorzata Vetulani    |
| Zakład Literatury Francuskiej, Komparatystyki Literackiej i Badań nad Belgią Frankofońską | prof. UAM dr hab. Barbara Łuczak                 |
| Zakład Traduktologii i Badań nad Kanadą Frankofońską                                      | prof. zw. dr hab. Teresa Tomaszkiewicz           |
| Pracownia Dydaktyki Kreatywności Językowej i Komunikacji Interkulturowej                  | prof. UAM dr hab. Małgorzata Spychała-Wawrzyniak |
| Laboratorium Praktycznej Nauki Języka Francuskiego                                        | mgr Izabela Majcher                              |

### Filologia rumuńska
| Jednostka             | Kierownik                           |
| --------------------- | ----------------------------------- |
| Pracownia Rumunistyki | prof. UAM dr hab. Tomasz Klimkowski |

### Filologia portugalska
| Jednostka             | Kierownik                            |
| --------------------- | ------------------------------------ |
| Zakład Portugalistyki | prof. UAM dr hab. Sylwia Mikołajczak |

### Filologia włoska
| Jednostka                                                            | Kierownik                             |
| -------------------------------------------------------------------- | ------------------------------------- |
| Zakład Językoznawstwa Włoskiego i Praktycznej Nauki Języka Włoskiego | prof. UAM dr hab. Ingeborga Beszterda |
| Zakład Literatury Włoskiej                                           | prof. UAM dr hab. Mirosław Loba       |

## Działalność
Katedrę/Instytut ukończyło kilka tysięcy studentów. Do znanych absolwentów Instytutu należy m.in. Barbara Labuda.
Instytut współpracuje z:
1. Istitut Ramon Lull w Barcelonie – działalność kulturalna i przekładowa, święto książki
2. Istitut Camoes w Lizbonie – działalność kulturalna, koncerty fado
3. Commissariat Général aux Relations Internationales w Brukseli – co roku jest organizowana we współpracy z Centrum Kultury Zamek dekada kultury Belgii frankofońskiej

Publikacje w kraju i za granicą:
- Wiesław Malinowski
- Teresa Tomaszkiewicz – podręczniki ogólnopolskie
- Józef Sypnicki – podręczniki ogólnopolskie
- Weronika Wilczyńska – podręczniki ogólnopolskie
- Anna i Mirosław Loba – podręczniki ogólnopolskie

## Nagrody
- Palmy Akademickie (odznaczenie rządu Francji) – prof. dr hab. Teresa Tomaszkiewicz[potrzebny przypis];
- Nagrody Ministra: Mirosław Loba[potrzebny przypis]